# كريشنا كومار (لاعب كريكت)
كريشنا كومار (10 ديسمبر 1991 - ) هو لاعب كريكت هندي.

## وصلات خارجية
- كريشنا كومار على موقع إي آس بي آن كريك إنفو (الإنجليزية)